# Strobilanthes anisandra
Strobilanthes anisandra är en akantusväxtart som beskrevs av Raymond Benoist. Strobilanthes anisandra ingår i släktet Strobilanthes och familjen akantusväxter. Inga underarter finns listade i Catalogue of Life.